# حزب الإخاء الوطني
حزب الأخاء الوطني هو حزب سياسي عراقي تأسس في 1930 على يد ياسين الهاشمي، ناجي السويدي، ورشيد علي الكيلاني. كان حزبًا قوميًا عربيًا ووطنيًا قويًا، وارتبط بمعارضة الإمبراطورية البريطانية. وقد سيطر على الحكومات العراقية منذ تأسيسه وحتى انقلاب عام 1936.

## التاريخ
تأسَّس حزب الإخاء في عام 1930 نتيجةً لاندماج حزبين صغيرين، هما الحزب الوطني وحزب الشعب، إلى جانب مجموعات قومية أخرى ذات توجهات مماثلة. وجمع الحزب بين معارضي رئيس الوزراء آنذاك نوري باشا السعيد، الذي أبرم المعاهدة البريطانية العراقية لعام 1930. وسرعان ما حظي الحزب بدعم جمعية أصحاب الصنائع، التي كانت أكبر نقابة عمالية في العراق.
عقد الحزب أول اجتماع له في بغداد في مارس من العام نفسه، وجذب نحو 2000 من المؤيدين إلى تجمع دعوا خلاله إلى تشكيل حكومة جديدة وإعادة تعريف العلاقة بين العراق والمملكة المتحدة. وفي محاولة لإظهار قوته، نظَّم الحزب إضرابات في يوليو، رغم عدم وجود دافع سياسي مباشر وراء هذه الخطوة، باستثناء التأكيد على حجم الدعم الذي يحظى به الحزب.
في عام 1932، أبرم الحزب اتفاقًا مع الحزب الوطني، واستغل هذا التحالف لتعزيز نفوذه في البرلمان العراقي. وبفضل هذا النفوذ، أجبروا حكومة ناجي شوكت على التنحي، وسرعان ما شكَّل حزب الإخاء الحكومة، رغم أن غالبية أعضاء المجلس كانوا قد انتُخبوا بناءً على موقف معادٍ للحزب.
لكن هذه الحكومة لم تستمر طويلًا، إذ أقنع مستشارون مقربون من الملك الجديد غازي بأن حكومة «الإخائيين» مسؤولة عن الاضطرابات العشائرية. ونتيجة لذلك، عُزلت الحكومة، وأُبعد كل من الكيلاني وذراعه الأيمن، ياسين باشا، عن الحكومات المستقبلية. وظل هذا الإقصاء ساريًا في الإدارات اللاحقة للحزب، رغم أن الكيلاني عاد إلى منصب رئيس الوزراء بعد وفاة الملك غازي.

## الحكومات
خلال فترة المملكة العراقية، تسلم الحزب رئاسة الوزراء خمس مرات. وكانت الحكومات التي تم تصنيفها كحكومات تابعة لحزب الإخاء الوطني على النحو التالي:
- رشيد عالي الكيلاني، 20 مارس 1933 – 9 نوفمبر 1933
- ياسين الهاشمي، 17 مارس 1935 – 30 أكتوبر 1936 (بالشراكة مع الجيش)
- حكمت سليمان، 30 أكتوبر 1936 – 17 أغسطس 1937
- رشيد عالي الكيلاني، 31 مارس 1940 – 3 فبراير 1941
- رشيد عالي الكيلاني، 13 أبريل 1941 – 30 مايو 1941[11]